# Mauschbach

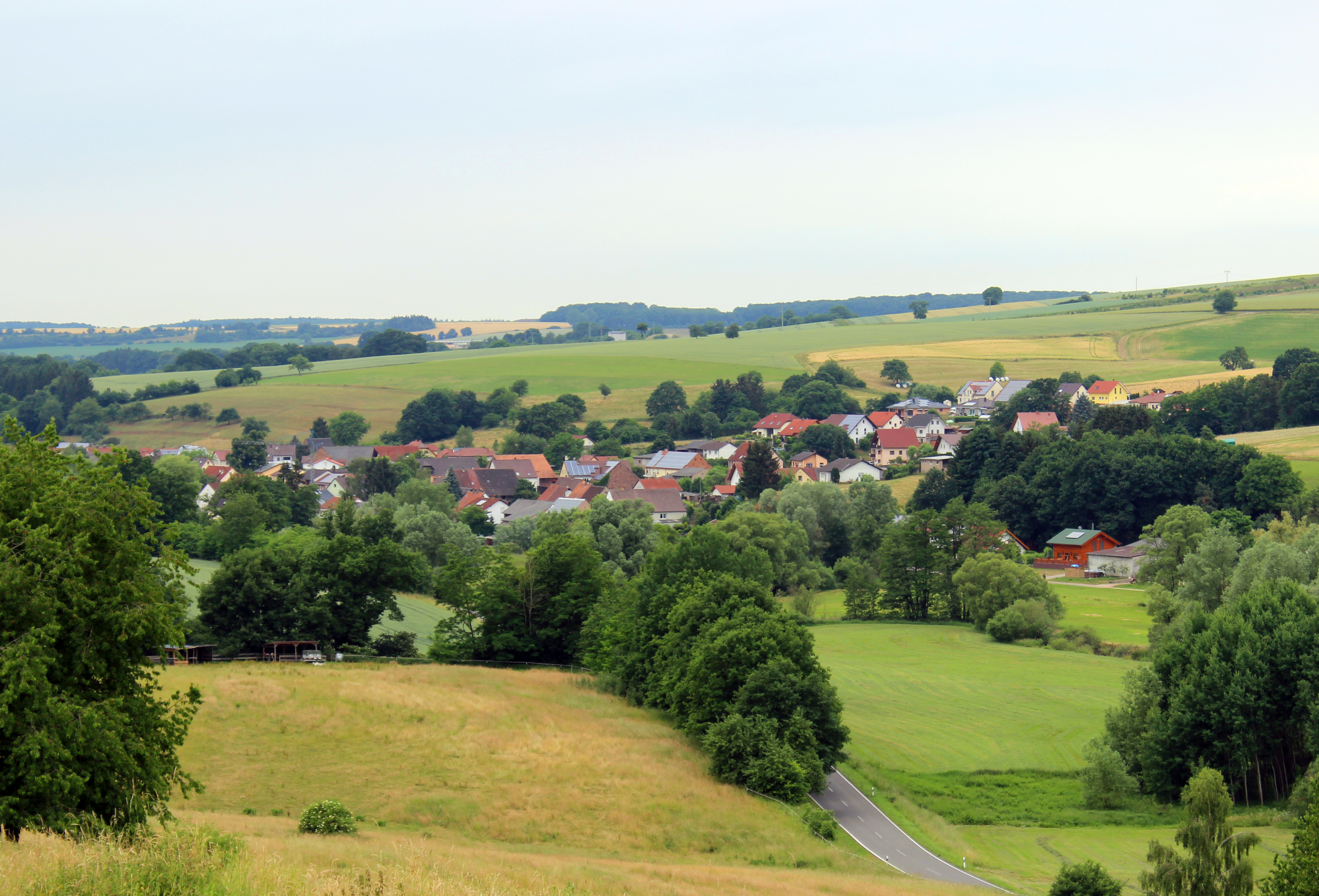
Blick aus südöstlicher Richtung auf Mauschbach

Mauschbach ist eine Ortsgemeinde im Landkreis Südwestpfalz in Rheinland-Pfalz. Sie gehört der Verbandsgemeinde Zweibrücken-Land an, innerhalb derer sie gemessen an der Einwohnerzahl die kleinste Ortsgemeinde darstellt und die neuntkleinste innerhalb des Landkreises. Mauschbach ist Grenzort zu Frankreich.

## Geographie
Der Ort liegt im Süden des Landkreises direkt an der Grenze zu Frankreich im Zweibrücker Hügelland. Zum Gemeindegebiet gehört eine unbewohnte Exklave weiter nördlich. Mitten durch die Gemeinde fließt der Hornbach. Nachbargemeinden sind – im Uhrzeigersinn – Althornbach, Contwig, Dietrichingen, Rolbing, Schweyen und Hornbach.

## Geschichte
Mauschbach wurde erstmals im Jahre 1277 urkundlich erwähnt. Bis zum Ende des 18. Jahrhunderts gehörte der Ort zu Pfalz-Zweibrücken.
Nach 1792 hatten französische Revolutionstruppen die Region besetzt und nach dem Frieden von Campo Formio (1797) annektiert.
Von 1798 bis 1814, als die Pfalz Teil der Französischen Republik (bis 1804) und anschließend Teil des Napoleonischen Kaiserreichs war, war Mauschbach in den Kanton Neuhornbach eingegliedert. 1815 wurde der Ort Österreich zugeschlagen, ein Jahr später erfolgte der Wechsel in das Königreich Bayern. Ab 1818 war der Ort Bestandteil des Landkommissariats Zweibrücken, das 1862 in ein Bezirksamt umgewandelt wurde.
1939 wurde Mauschbach in den Landkreis Zweibrücken eingegliedert. Nach dem Zweiten Weltkrieg wurde die Gemeinde innerhalb der französischen Besatzungszone Teil des damals neu gebildeten Landes Rheinland-Pfalz. Im Zuge der ersten rheinland-pfälzischen Verwaltungsreform folgte die Auflösung des Landkreises Zweibrücken; damit einhergehend wechselte der Ort 1972 in den Landkreis Pirmasens (ab 1997 Landkreis Südwestpfalz); im selben Jahr wurde er zudem Bestandteil der neu geschaffenen Verbandsgemeinde Zweibrücken-Land.

## Bevölkerung

### Einwohnerentwicklung
1928 hatte die Gemeinde 391 Einwohner, die in 72 Wohngebäuden lebten. Bedingt durch die periphere Lage ist ein Einwohnerrückgang zu verzeichnen; Mitte der 2010er Jahre sank die Einwohnerzahl auf unter 300.

### Religion
Die Katholiken gehören zum Bistum Speyer und unterstehen dort dem Dekanat Pirmasens, die Evangelischen zur Protestantischen Landeskirche Pfalz.

## Politik
Bei Bundestagswahlen gehört Mauschbach zum Wahlkreis Pirmasens. Bei Landtagswahlen ist die Gemeinde seit 1991 Bestandteil des Wahlkreises Zweibrücken.

### Gemeinderat
Der Gemeinderat in Mauschbach besteht aus acht Ratsmitgliedern, die bei der Kommunalwahl am 9. Juni 2024 in einer Mehrheitswahl gewählt wurden, und dem ehrenamtlichen Ortsbürgermeister als Vorsitzendem.
Die Sitzverteilung im Gemeinderat:
| Wahl | SPD               | WGR               | Gesamt  |
| ---- | ----------------- | ----------------- | ------- |
| 2024 | per Mehrheitswahl | per Mehrheitswahl | 8 Sitze |
| 2019 | per Mehrheitswahl | per Mehrheitswahl | 6 Sitze |
| 2014 | 3                 | 5                 | 8 Sitze |
| 2009 | 4                 | 2                 | 6 Sitze |
| 2004 | 4                 | 2                 | 6 Sitze |

### Bürgermeister
Bernhard Krippleben wurde am 24. Juni 2014 Ortsbürgermeister von Mauschbach, nachdem er sich bei der Direktwahl gegen den bisherigen Amtsinhaber Helmut Tiedtke (SPD) durchgesetzt hatte. Bei der Direktwahl am 26. Mai 2019 wurde er mit einem Stimmenanteil von 84,18 % und am 9. Juni 2024 als einziger Bewerber mit 84,7 % jeweils für weitere fünf Jahre in seinem Amt bestätigt.

### Wappen
| Wappen von Mauschbach | Blasonierung: „Von Rot und Gold durch Wellenlinie gespalten, rechts ein silberner rechtshin gewendeter säender Landmann, links ein roter quadratischer Wehrturm.“ |
| Wappen von Mauschbach | Es wurde 1982 durch die Bezirksregierung Rheinhessen-Pfalz verliehen.                                                                                             |

## Sehenswürdigkeiten und Kultur

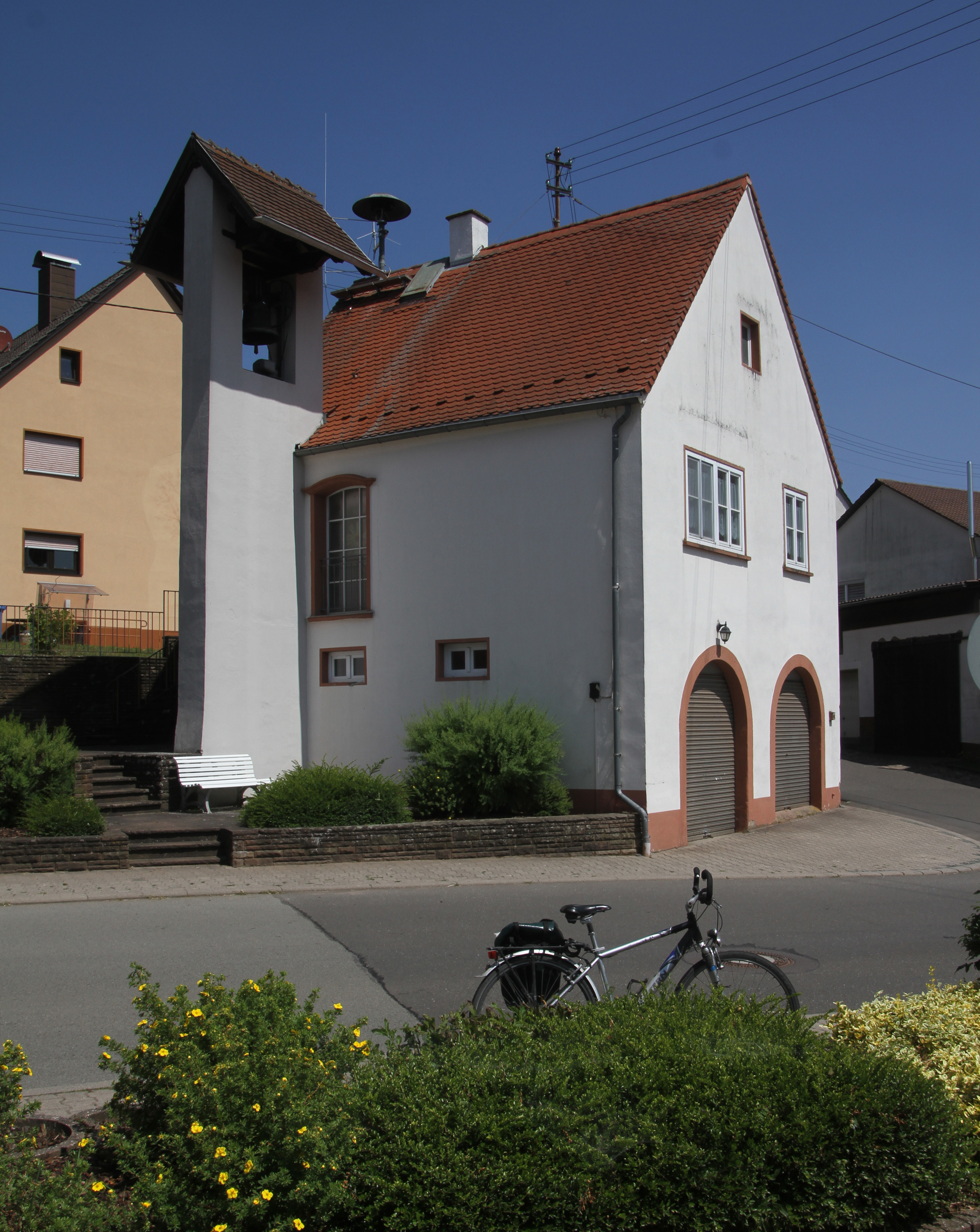
Denkmalgeschütztes Wohnhaus

Mit einem Wohnhaus und dem Kriegerdenkmal befinden sich vor Ort insgesamt zwei Objekte, die unter Denkmalschutz stehen. Darüber hinaus erstreckt sich das Naturschutzgebiet Monbijou teilweise über das Gemeindegebiet.

## Wirtschaft und Infrastruktur

### Verkehr
Durch Mauschbach führt die Landesstraße 478. Die Bundesstraße 424 streift den Westen der Gemarkung. Über die nordwestlich gelegene Auffahrt Zweibrücken-Ixheim der A 8 besteht Anschluss an den Fernverkehr.

### Tourismus
Über das Gemeindegebiet führt die Südroute des pfälzischen Abschnitts des historischen Jakobsweges. Zudem führt der von Hornbach nach Bundenthal verlaufende Hornbach-Fleckenstein-Radweg durch den Süden der Gemeindegemarkung.

### Organisation
Die Gemeinde gehört zum Gerichtsbezirk des Amtsgerichts Zweibrücken.